# 1329

## Události
- únor – ukončeno tažení Jana Lucemburského na Litvu
- březen – Jan Lucemburský bojuje spolu s řádem německých rytířů proti Vladislavu Lokýtkovi
- duben – vzdoropapež Mikuláš V. exkomunikován papežem Janem XXII.
- 7. června – David II. se stává skotským králem

## Narození
- 26. září – Anna Falcká, česká a římská královna († 2. února 1353)
- 29. listopadu – Jan I. Dolnobavorský, dolnobavorský vévoda, syn vévody Jindřicha II. a české princezny Markéty Lucemburské († 20. prosince 1340)
- Ferdinand Aragonský, aragonský infant a markýz z Tortosy († 16. července 1363)
- Řehoř XI., poslední avignonský papež († 27. března 1378)

## Úmrtí
Česko
- 7. června – Konrád z Erfurtu, první opat cisterciáckého kláštera ve Zbraslavi u Prahy (* 1247)
- 26. srpna – Jindřich z Lipé, český šlechtic a moravský zemský hejtman (* po 1270)
- Rajmund z Lichtenburka, český šlechtic (* kolem 1265)

Svět
- 17. ledna – Boleslav Tošecký, ostřihomský arcibiskup z rodu slezských Piastovců (* 1276 až 1278)
- 7. června – Robert I., lord z Annandale, hrabě z Carricku a skotský král (* 11. července 1274)
- 22. června – Cangrande I. della Scala, vládce Verony, Padovy a Vicenzy (* 9. března 1291)
- 30. srpna – Chošila, císař říše Jüan a veliký chán mongolské říše (* 22. prosince 1300)
- 27. října – Mahaut z Artois, burgundská hraběnka a hraběnka z Artois (* 1268)

## Hlava státu
- České království – Jan Lucemburský
- Svatá říše římská – Ludvík IV. Bavor x Fridrich Sličný
- Papež – Jan XXII.
- Švédské království – Magnus II.
- Norské království – Magnus VII.
- Dánské království – Valdemar III. Dánský
- Anglické království – Eduard III.
- Francouzské království – Filip VI. Valois
- Aragonské království – Alfons IV. Dobrý
- Kastilské království – Alfons XI. Spravedlivý
- Portugalské království – Alfons IV. Statečný
- Polské království – Vladislav I. Lokýtek
- Uherské království – Karel I. Robert
- Byzantská říše – Andronikos III. Palaiologos
- Osmanská říše – Orhan I.